# Liste der Baudenkmäler in Ahe (Bergheim)
Die Liste der Baudenkmäler in Ahe (Bergheim) enthält die denkmalgeschützten Bauwerke auf dem Gebiet von Bergheim-Ahe in Nordrhein-Westfalen (Stand: April 2010). Diese Baudenkmäler sind in der Denkmalliste der Stadt Bergheim eingetragen; Grundlage für die Aufnahme ist das Denkmalschutzgesetz Nordrhein-Westfalen (DSchG NRW).

| Bild           | Bezeichnung                              | Lage                                                                         | Beschreibung | Bauzeit               | Denkmal- nummer | Eintragung Aktenzeichen |
| -------------- | ---------------------------------------- | ---------------------------------------------------------------------------- | --- | --------------------- | --------------- | ----------------------- |
| weitere Bilder |                                          | Klosterhütte 4 Lage                                                          | Um 1800; landwirtschaftliches Anwesen in Einzellage, Wohnhaus traufständig zur Straße 1-geschossig, Backstein, an einer Seite des Gevierts liegend, auffällig breiter Giebel; Straßenfassade 5-achsig, der hier sehr hohe Sockel ist verputzt, überhöhter Mitteleingang, hochrechteckig, mit Werksteingewände; beidseitig zugeordnet jeweils 2 stichbogige Fenster mit Werksteinsohlbänken, oberhalb der Stürze in Zugankern die Buchstaben M M und G I; 1-seitig schließt ein niederes Backsteinwirtschaftsgebäude mit korbbogiger Durchfahrt an, weitere Wirtschaftsgebäude ergänzen das Wohnhaus zum Vierkanthof, parallel zum Wohnhaus, an der Rückseite die große Fachwerkscheune mit ausgeziegelten Gefachen. | um 1800               | 116             | 21. Aug. 1992 AZ: 200   |
| weitere Bilder | Pfarrhaus                                | Laacher Straße 1 Lage                                                        | Mitte 19. Jahrhundert; 2-geschossiges Backsteinwohnhaus auf nahezu quadratischem Grundriss mit Pyramidendach; Eingangsfassade zu einem kleinen, 3-eckigen Platz gewandt, stichbogiger Mitteleingang mit Backsteinrahmen und vorliegender Freitreppe, beidseitig jeweils eine Achse einfach eingeschnittener, stichbogiger Fenster mit Werksteinsohlbänken; Ecklisenen, Geschosstrennungsgesims, gestufte Traufzone, abgesetzter Sockel; an der zu einer kleinen Seitenstraße gewandten Giebelseite wurden von 3 Achsen eine zugesetzt, Gartenseite fensterlos, mit einer neu eingebrochenen Terrassentür, seitlich niederer, moderner Anbau.                                                                        | Mitte 19. Jahrhundert | 147             | 28. Juli 1993 AZ: 199   |
| weitere Bilder | Bildstock                                | K 19 außerhalb des Ortes Ahe, am direkten Zufahrtsweg zum Haus Wiedenau Lage | Bildstock außerhalb des Ortes Ahe am direkten Zufahrtsweg zum Haus Wiedenau .19. Jh.; Backsteinbildstock auf rechteckigem Grundriss, mit abschließendem Kreuz, giebelseitig stichbogige, vergitterte Nische mit neuerer Schutzmantelursula, vollplastisch, Gips. | 19. Jahrhundert       | 240             | 17. Sep. 1996 AZ: 308   |
| weitere Bilder | Haus Eller                               | Sindorfer Straße 19 Lage                                                     | 1850 inschriftlich datiert; landw. Anwesen mit beidseitiger Anschlussbebauung, Wohnhaus 2-geschossig, Backstein, an einer Seite des Gevierts liegend; Gliederung durch 5 Achsen einfach eingeschnittener, hochrechteckiger Fenster mit Werksteinsohlbänken und Werksteinkloben, Mitteleingang mit profiliertem Sandsteingewände; Geschosstrennungsgesims, sehr niedriger, abgesetzter, verputzter Sockel, gestufte Traufzone; oberhalb der OG-Fenster die inschriftliche Datierung, zwischen den Geschossen dazu J A E A K; sehr schöne, originale Versprossung mit geschweiften Kämpfern; 1-seitig schließt ein niederer Backsteinwirtschaftstrakt mit korbbogiger Durchfahrt an.                                  | 1850                  | 200             | 20. Juli 1995 AZ: 286   |
| weitere Bilder |                                          | Sindorfer Straße 25 Lage                                                     | Das kleine landwirtschaftliche Anwesen stammt aus der Zeit um 1860. Das 1-geschossige Wohnhaus aus Backstein liegt traufständig zur Straße. Die Straßenfassade wird durch 5 Achsen mit einem überhöhten, hochrechteckigen Eingang in der mittleren Achse gegliedert. Die gestufte Traufzone besitzt einen Fries aus hochkantvermauerten Backsteinen. Ein aus der Flucht zurücktretender Backsteintrakt mit korbbogiger Durchfahrt schließt sich 1-seitig an. Weitere Backsteinwirtschaftsgebäude unterschiedlicher Höhe ergänzen das Wohnhaus zum Vierkanthof. | um 1860               | 53              | 6. Dez. 1989 AZ: 117    |
| weitere Bilder |                                          | Sindorfer Straße 37 Lage                                                     | Kleines, landw. Anwesen in Einzellage, Wohnhaus 1-geschossig, Backstein, an einer Seite des Gevierts liegend; Straßenfassade 5-achsig, überhöhter, hochrechteckiger Mitteleingang mit Werksteingewände, die beidseitig zugeordneten 2 Fenster stichbogig mit Werksteinsohlbänken; gestufte Traufzone mit einem Fries aus hochgestellt vermauerten Backsteinen, abgesetzter Sockel; 1-seitig schließt ein niederer Backsteinwirtschaftstrakt mit korbbogiger Durchfahrt und einem weiteren, heute zugesetzten, stichbogigen Eingang an; | um 1870               | 201             | 20. Juli 1995 AZ: 285   |
| weitere Bilder | Katholische Pfarrkirche St. Michael, Ahe | Lage                                                                         | Nach Plänen des Architekten H. Jülich erbaute Backsteinsaalkirche. Der Kirchenbau wird durch einen seitlich ausgestellten, 4-seitigen Turm mit 4-seitiger Haube geprägt. Die Turmaußenmauer wird durch ein Backsteinmosaik aufgelockert. Im Bereich des Eingangs, der sich hinter einer 3-fach rundbogig geöffneten Loggia befindet, schließt sich ein runder Eckerker an. Die durchweg rundbogigen Fenster am Saal sind jeweils zu Zwillingsfenstern gruppiert. Am 4-geschossigen Turm befinden sich rundbogige Klangfenster. Ahe gehörte früher kirchlich zu Heppendorf, besaß aber eine eigene Pfarre. 1894 wurde Ahe Kapellengemeinde, 1924 selbständige Pfarre.                                                | 1929                  | 37              | 3. Juli 1989 AZ: 97     |